# Lčovice
Lčovice, bis 1922 Elčovice, (deutsch Eltschowitz, früher Elcowitz) ist eine Gemeinde in Tschechien. Sie liegt sieben Kilometer südwestlich von Volyně in Südböhmen und gehört zum Okres Prachatice.

## Geographie

### Lage

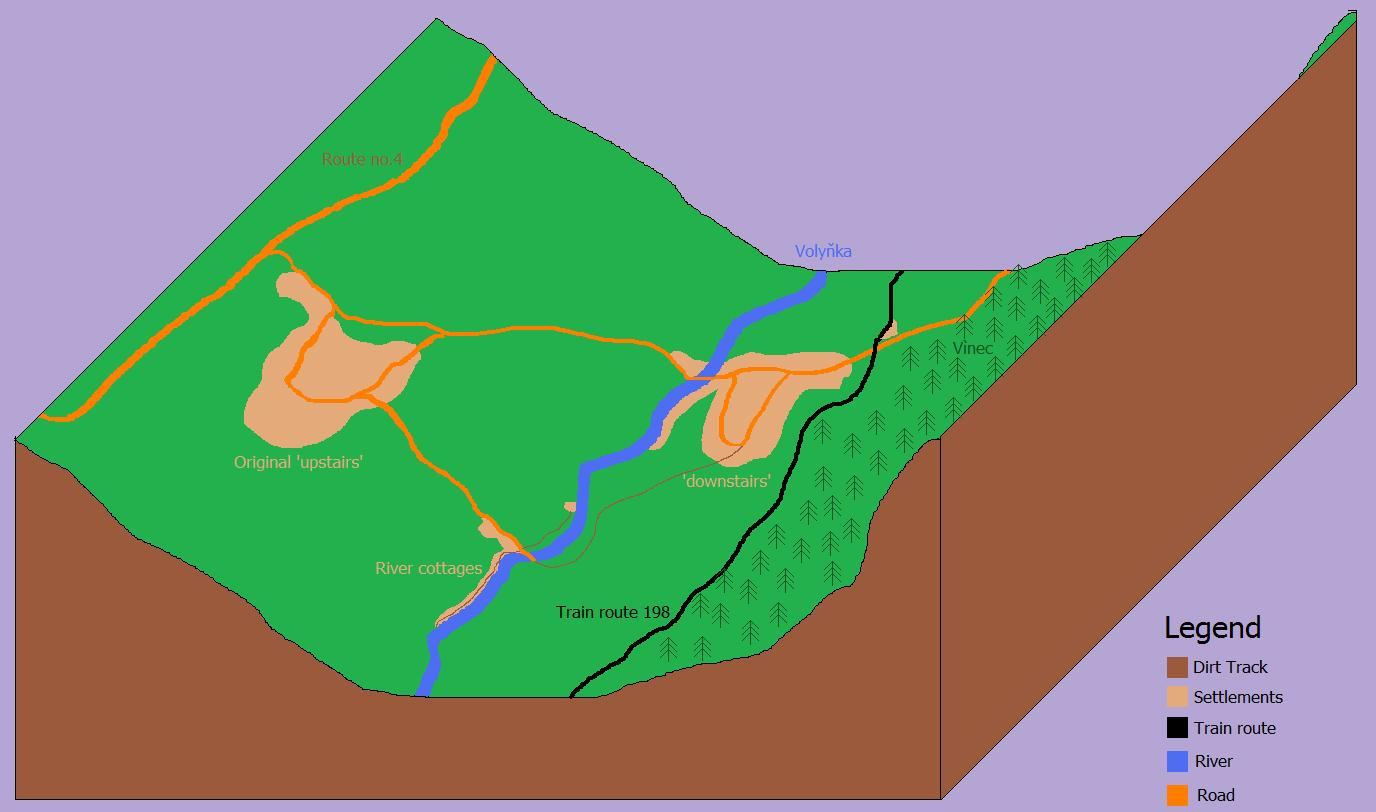
Ortsplan

Lčovice befindet sich im Vorland des Böhmerwaldes. Das Dorf liegt linksseitig der Volyňka in einem vom Bach Lčovický potok gebildeten Seitental. Südlich mündet der Hradčanský potok in die Volyňka. Im Norden erhebt sich der Na Cikánce (762 m), östlich der Svatý Antonín (Hage, 625 m) und südöstlich der Věnec (Wienec, 765 m). Nördlich des Dorfes verläuft die Staatsstraße I/4 zwischen Volyně und Vimperk. Im Süden führt die Bahnstrecke Strakonice–Volary durch das Volyňkatal.
Nachbarorte sind Nahořany, Amerika, Starov, Milodráž, Zlešice und Zlešička im Norden, Malenice im Nordosten, Straňovice, Beneda und Zálezly im Osten, Havrdův Mlýn, Kovanín, Setěchovice und Bolíkovice im Südosten, U Konopice, Valcha, Budilov und Hradčany im Süden, Bohumilice im Südwesten, Čkyně und Předenice im Westen sowie Záhoříčko, U Dobré Vodu und Krušlov im Nordwesten.

### Gemeindegliederung
Für die Gemeinde Lčovice sind keine Ortsteile ausgewiesen. Lčovice gliedert sich in einen oberen Teil – das alte Dorf mit dem Schloss im Tal des Baches Lčovický potok – und einen unteren Teil – die neue Siedlung an der Volyňka bei der Bahnstation. Zu Lčovice gehören die Einschichten Havrdův Mlýn, U Konopice und Valcha. Grundsiedlungseinheiten sind Havrdův Mlýn und Lčovice.

### Nachbargemeinden
| Čestice | Volyně                                      | Nišovice |
| Čkyně   | Kompassrose, die auf Nachbargemeinden zeigt | Malenice |
|         | Bošice                                      | Zálezly  |

## Geschichte
Archäologische Funde belegen eine keltische Besiedlung der Gegend während der späten Hallstattzeit und der Latènezeit. Auf dem Věnec befand sich zwischen dem 5. Jahrhundert v. Chr. und dem 1. Jahrhundert eine Burgstätte.
Die erste schriftliche Erwähnung des Ortes erfolgte 1321 im Zusammenhang mit Sbraslao de Ebizouiz (Zbraslav ze Lčovic). Sitz der Herren von Lčovice war eine gotische Feste, die sich an der Stelle des Schlosses befand. Nachdem Lčovice an die böhmische Krone heimgefallen war, belehnte Karl IV. im Jahre 1360 Boček von Welhartitz mit der Herrschaft. 1397 wurde ein Jan von Lčovice als Burggraf auf Strakonice erwähnt, Besitzer des Gutes Lčovice waren zu dieser Zeit jedoch bereits die Vladiken von Čestice. Mit Přech von Čestice erlosch das Vladikengeschlecht zu Beginn des 17. Jahrhunderts im Mannesstamme. Erbin der Güter Lčovice und Čestice wurde seine Tochter Johanna und deren Mann Bernhard Hodejowsky von Hodiegow (Hodĕjovský z Hodĕjova), die die Feste zu einem Renaissanceschloss umgestalten ließen. Bernhard Hodejowsky und sein Bruder Johann Georg fielen während des Ständeaufstandes. Nach der Schlacht am Weißen Berg wurden die Besitzungen der Brüder Adam Bernhard und Bohuslaw Hodejowsky auf Eltschowitz und Chotietitz konfisziert. Die Böhmische Kammer verkaufte Eltschowitz am 6. Dezember 1622 für 21.000 Meißnische Schock an den kaiserlichen Generalfeldzeugmeister und kurpfälzischen Kämmerer Heinrich Michael Hießerle von Codaw (Jindřich Michal Hýzrle z Chodů). Er ließ das Schloss umgestalten und den Park anlegen. 1629 schlug Hießerle eine Rebellion seiner Leibeigenen nieder. 1665 erbte sein Sohn Franz Michael Hießerle die Herrschaft; er verkaufte sie 1694 an Anna Maria Gräfin von Althann, geborene von Aspremont-Lynden. Diese überließ Eltschowitz wenig später ihrer Schwiegertochter Anna Maria Lažanský.
Zu den weiteren Besitzern gehörte ab 1753 die Witwe Amalie Freiin von Sickingen, geborene Gräfin von Althann, ab 1768 Joseph Reichsfreiherr von und zu Sickingen, ab 1785 Franziska Reichsgräfin von und zu Sickingen und ab 1791 deren Bruder Franz Graf von Swéerts-Sporck. 1805 erbte Franz Reichsgraf von und zu Sickingen die Herrschaft. Dieser hatte bereits 1794 das von Alt Skalitz abgetrennte Gut Neu Skalitz und 1797 auch das Gut Čkin erworben und schloss beide Güter an Eltschowitz an. Noch 1805 veräußerte Franz von Sickingen Eltschowitz an Joseph Anton Baumbas, kaufte die Herrschaft aber bereits im Jahr darauf wieder zurück. Bei der landrechtlichen Versteigerung des Gutes Černietitz (Černětice) mit Zalesl erwarb er das Gut Zalesl und schloss es ebenfalls an Eltschowitz an. Das Allodialgut Čkin verlor Franz von Sickingen 1808 auf dem Exekutionsweg an den Landesadvokaten Karl Klaudi. 1809 verkaufte er das Allodialgut Neu Skalitz an Wenzel Mallowetz von Cheynow. Schließlich verkaufte Franz von zu Sickingen 1815 die Herrschaft Eltschowitz mit Zalesl an Dorothea Gräfin Rey, geborene Gräfin Breteuil. 1830 erhielt Eugen Wratislaw Graf Netolitzky die Herrschaft gerichtlich eingeantwortet. Er verkaufte sie 1835 an Joseph Dreßler, der sie zwei Jahre später an Christoph Benda weiterveräußerte.
Im Jahre 1840 umfasste die Herrschaft Eltschowitz eine nutzbare Fläche von 5653 Joch und 767 Quadratklaftern; hinzu kam noch das angeschlossene Gut Zalesl mit 928 Joch und 1098 Quadratklaftern. Das gesamte Dominium hatte 2899 tschechischsprachige Untertanen, darunter waren zwei Israelitenfamilien. Haupterwerbsquelle bildete die wegen des rauen Klimas und der sandigen und steinigen Böden nur mäßig ertragreiche Landwirtschaft. Als Nebenerwerbe dienten die Spinnerei und Weberei. In Eltschowitz und Stranowitz bewirtschafte die Herrschaft zwei Meierhöfe, zu letzterem gehörte auch eine Schäferei. Weitere Meierhöfe in Aulehle (Úlehle), Smrčna (Smrčná) und Zalesl, wie auch ein Teil des Hofes Stranowitz waren emphyteutisiert. Der Herrschaft gehörten das Eltschowitzer, das Zalesler und das Swato-Mařer Forstrevier; die von ihnen bewirtschaften Wälder Hay, Hora, Čerenetz, Břeno (Schwarzwald), Wrschek und Rahač lagen zum überwiegenden Teil im Freigebirge Brdo. Die Herrschaft umfasste die Dörfer Eltschowitz, Malenitz, Stranowitz (Straňovice), Setechowitz (Setěchovice), Bolikowitz (Bolíkovice), Zleschitz (Zlešice), Swatá Mařa, Stitkau (Štítkov), Smrčna (Smrčná), Aulehle (Úlehle), Radostitz, Buchen, Spule (Spůle) und Nahořan (Nahořany) sowie die zum Gut Zalesl gehörigen Dörfer Zalesl und Kowanin (Kovanín). Das zwischen der Wolinka und der Passauer Straße gelegene Dorf Eltschowitz bzw. Elschowitz/Lčowice bestand aus 46 Häusern mit 364 Einwohnern, darunter eine Israelitenfamilie. In Eltschowitz bestanden etwas abseits an einem Hügel ein herrschaftliches Schloss alter Bauart mit der Kapelle zur hl. Dreieinigkeit, ein Amtsgebäude, der Meierhof und ein Bräuhaus, die von einem großen Park mit Obst- und Küchengarten umgeben waren. Außerdem gab es in Eltschowitz ein Wirtshaus. Abseitig lagen an der Wolinka die Mühle Schedele (Havrdův Mlýn) mit einer Brettsäge sowie die Walkmühle Bělohuby (Valcha). Pfarrort war Malenitz. Bis zur Mitte des 19. Jahrhunderts war Eltschowitz immer das Amtsdorf der Allodialherrschaft Eltschowitz samt dem Gut Zalesl.
Nach der Aufhebung der Patrimonialherrschaften bildete Elčovice/Elcowitz ab 1850 einen Ortsteil der Gemeinde Malenice in der Bezirkshauptmannschaft Strakonice und dem Gerichtsbezirk Volyně. 1893 nahm im Wolinkatal die Bahnstrecke Strakonitz–Winterberg den Verkehr auf, die bis zur Jahrhundertwende noch bis Wallern fortgeführt wurde. Einen reichlichen Kilometer südöstlich des Dorfes entstand gegenüber der Havrdův Mlýn eine Bahnstation, neben der im 20. Jahrhundert eine neue Siedlung anwuchs. Im Jahre 1922 löste sich Lčovice von Malenice los und bildete eine eigene Gemeinde. 1949 wurde das Dorf dem neu gebildeten Okres Vimperk zugeordnet. Nach der Aufhebung des Okres Vimperk wurde die Gemeinde 1961 Teil des Okres Prachatice, 1964 erfolgte die Eingemeindung nach Čkyně. Seit dem 1. Januar 1992 bildet Lčovice wieder eine eigene Gemeinde.

## Sehenswürdigkeiten

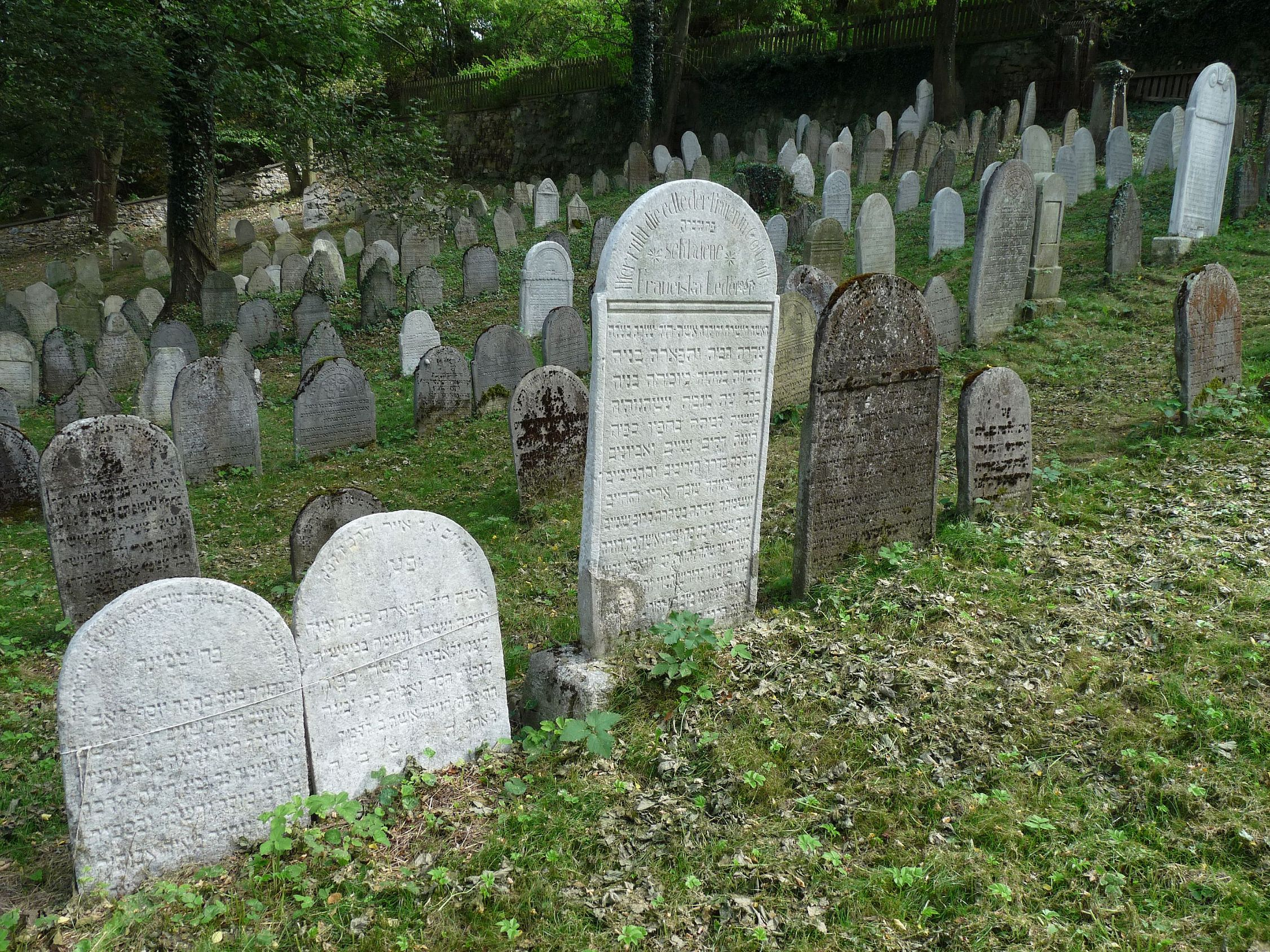
Grabsteine auf dem Jüdischen Friedhof

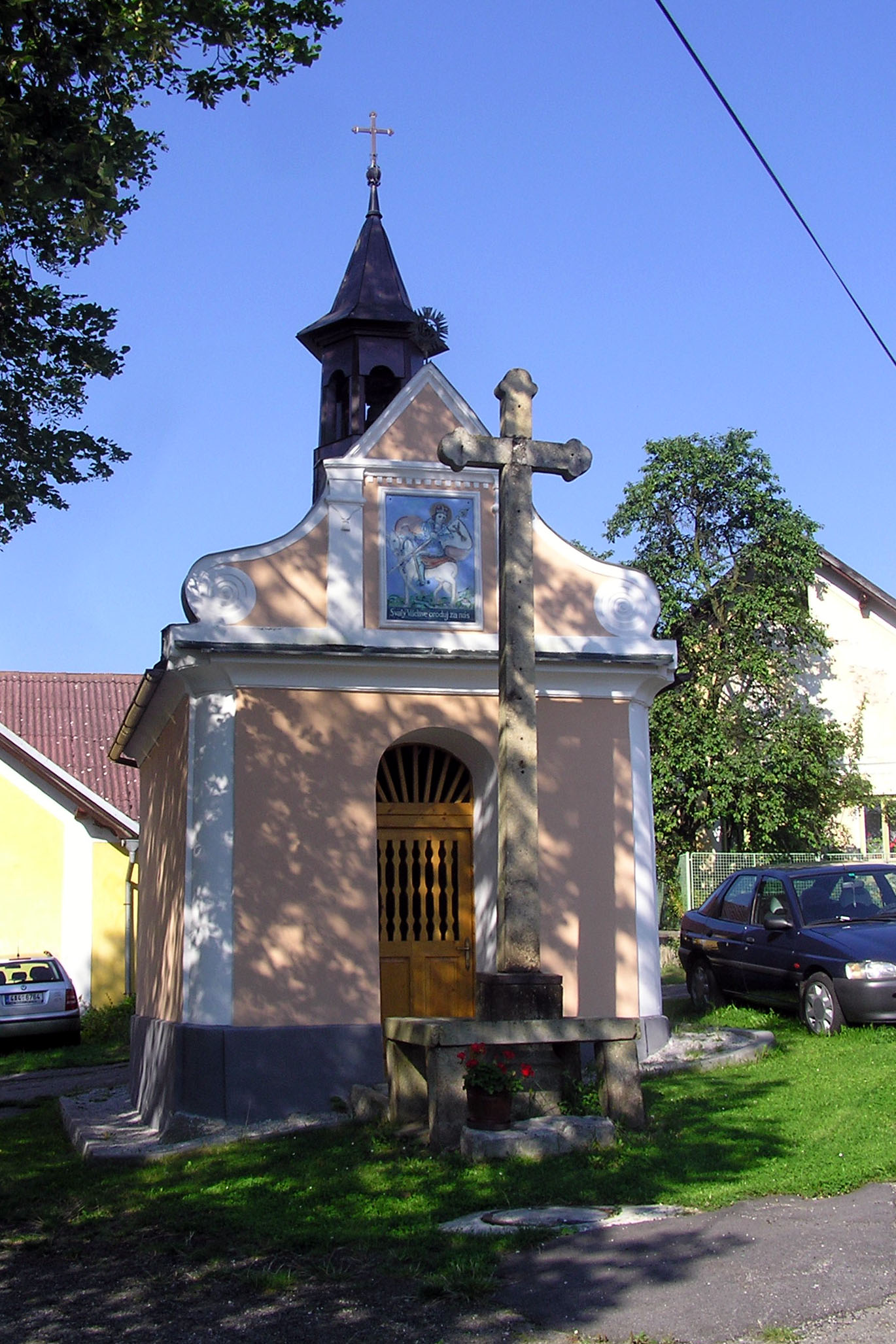
Kapelle des hl. Wenzel

- Schloss Lčovice, es entstand um 1600 für Bernhard Hodejowsky von Hodiegow anstelle der aus dem 14. Jahrhundert stammenden Feste. Heinrich Michael Hießerle ließ um 1660 um den zweigeschossigen Renaissancebau mit Mansarddach und Arkaden einen Park anlegen. Unter Franz Michael Hießerle entstanden in den Jahren 1668–1669 im Park die Kapelle der hl. Dreifaltigkeit, ein barocker Pavillon und eine Grotte. Der barocke Umbau erfolgte in der zweiten Hälfte des 18. Jahrhunderts für Joseph Karl von Sickingen. Ab 1868 gehörte das Schloss Marie Leopoldina Lippert, ab 1883 ihrem Schwiegersohn Josef Zítek und von 1909 bis 1926 dessen Söhnen Josef und Berthold Zítek. Im Jahre 1939 erwarb Zdeněk Hyacint Lobkowicz das Schloss, er wurde nach dem Zweiten Weltkrieg enteignet und das Schloss verstaatlicht. Bis 1989 dient es als Erholungsobjekt der Betriebe ČKD Prag und Obvodní podnik bytového hospodářství (OPBH) Prag 6. 1993 erhielt der zur Familie Lobkowicz gehörige Alexandre Lobkowicz das Schloss und Gut Lčovice rückübertragen. Er verkaufte es 2004 der Zámek Lcovice s.r.o. Das Schloss und der Park sind nicht öffentlich zugänglich.[5]
- Kapelle des hl. Antonius auf dem Hügel Svatý Antonín
- Kapelle des hl. Wenzel am Dorfplatz, erbaut 1714
- Kapelle des hl. Johannes von Nepomuk, vor dem Schloss
- keltische Burgstätte Věnec auf dem gleichnamigen Berg. Erhalten ist ein ringförmiger Steinwall, der dem Berg auch seinen Namen (zu deutsch Kranz) gab. Die ist als Kulturdenkmal geschützt.
- Jüdischer Friedhof Čkyně, südwestlich des Dorfes

Schloss Lčovice
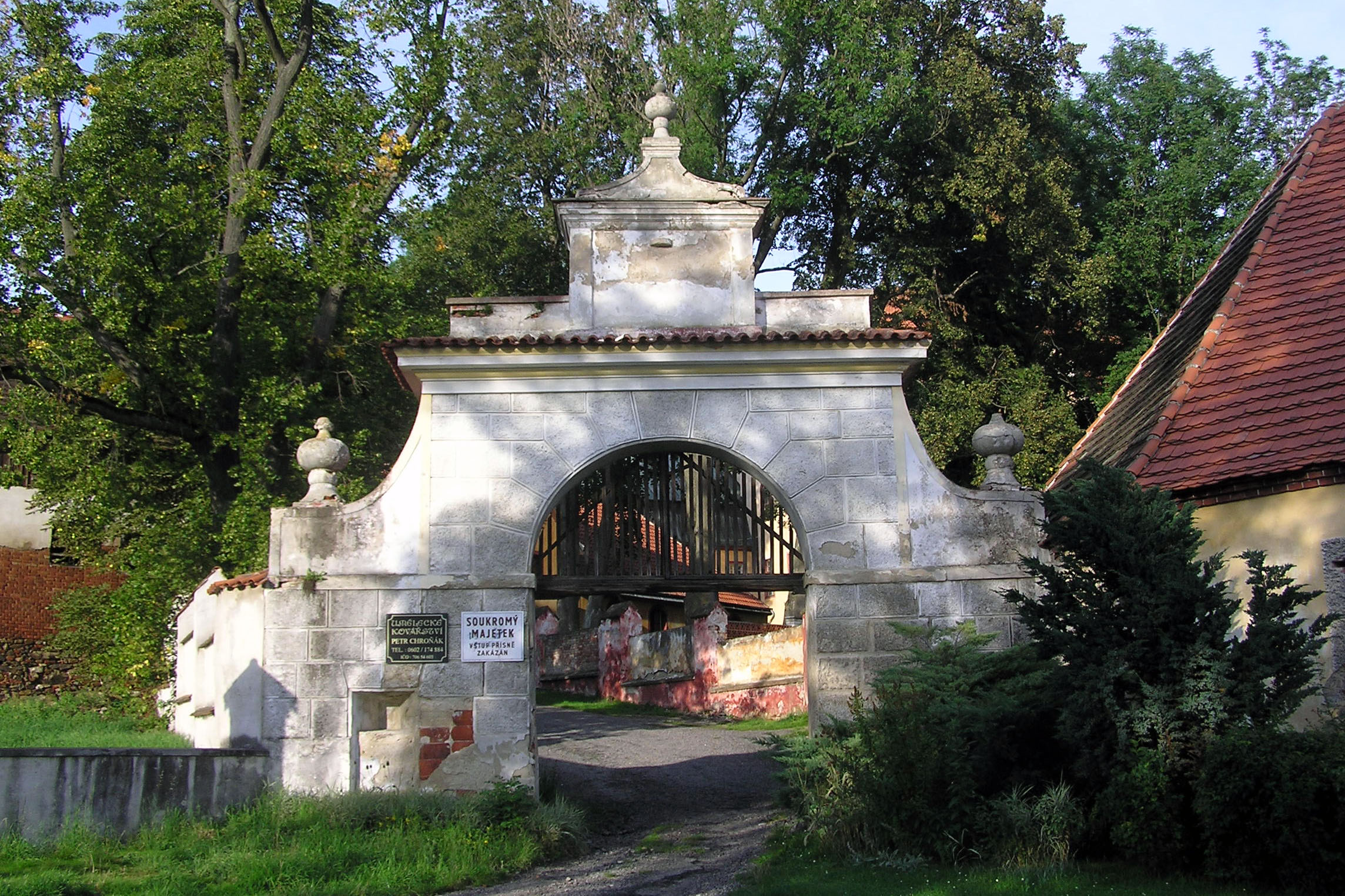
Portal zum Schlosspark
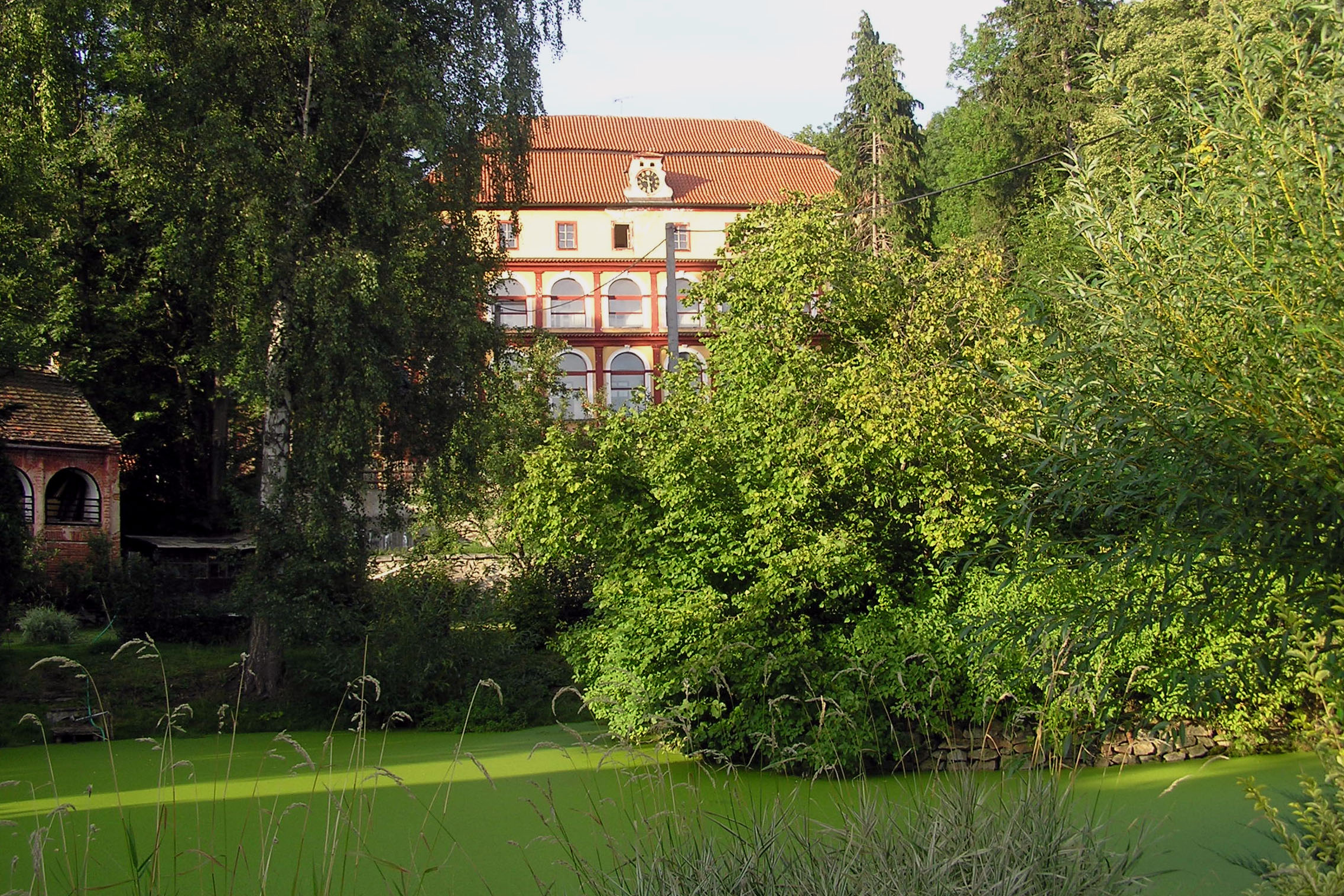
Schloss Lčovice
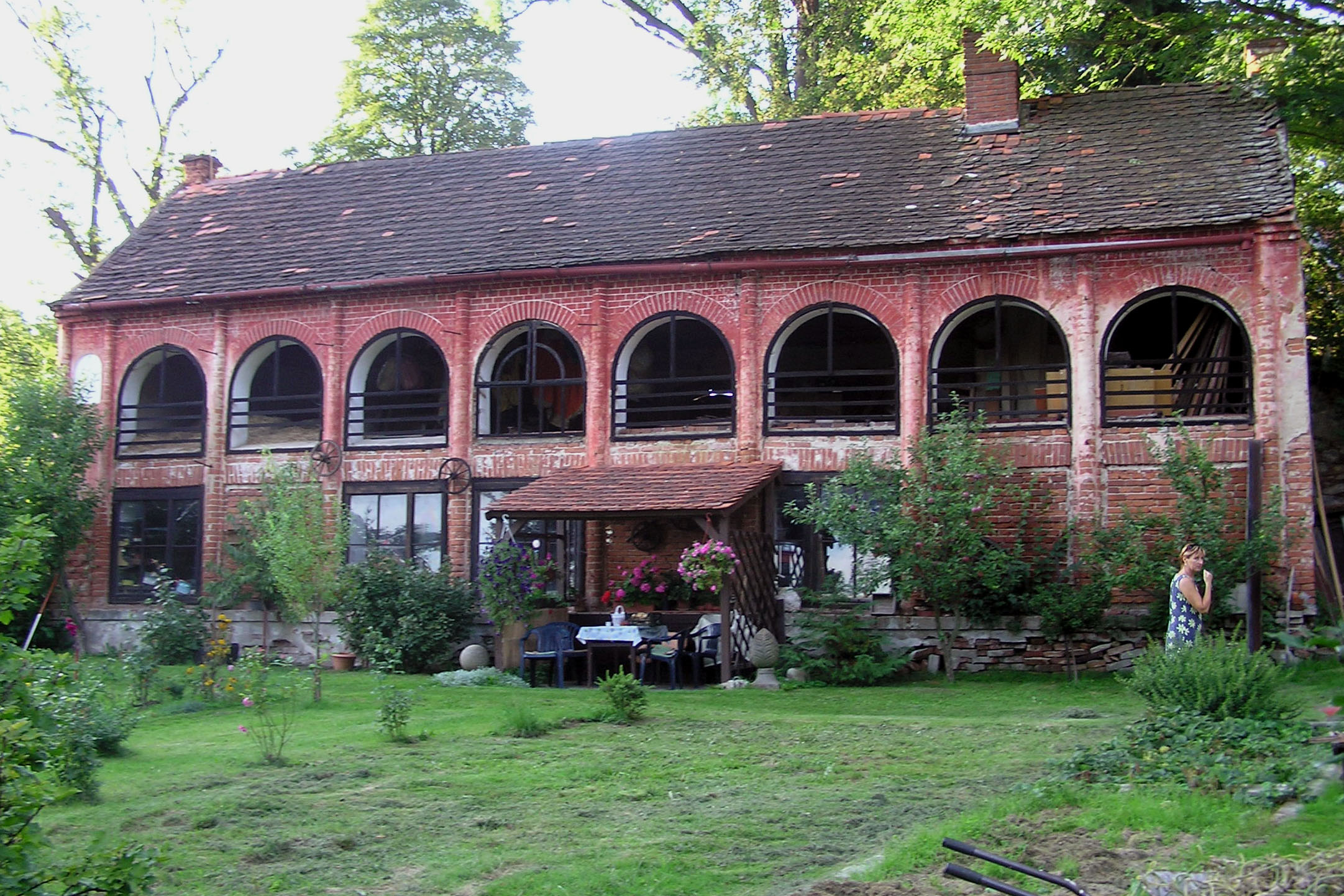
Orangerie